# Јозеф Радецки
Јозеф Радецки (Требнице, 2. новембар 1766 — Милано, 5. јануар 1858) је био аустријски фелдмаршал, познат и по композицији Радецки марш, Јохана Штрауса.
Јозеф је рођен 1766. године у варошици Тржебници у Клатавском срезу у Чешкој. Ступио је у кирасирски пук Грофа Карамелија број 2, 1. августа 1784. године. Тај пук тешких оклопника коњаника био је тада стациониран у граду Ђенђешу. Године 1787. прво је 3. фебруара постао лајтант, а 11. новембра и оберлајтант. У том чину учествовао је у аустријско-турском рату током 1788-1789. године.
Истакао се као Шварценбергов начелник штаба у борби против Наполеона од 1813. до 1814. године. Крајем 1831. године преузео је заповедништво над аустријским трупама у сјеверној Италији, а 1836. године именован је за фелдмаршала. Након италијанског устанка у Милану, (18. марта 1848), повукао је аустријске трупе из града, али је касније победама код Кустоце и Новаре успео сузбити револуционарни и национални покрет у северној Италији учврстити аустријску владавину. Након тога је био генерални гувернер аустријске провинције Северне Италије.